# Теребутицы
Теребути́цы — деревня в Шимском районе Новгородской области, с 12 апреля 2010 года входит в Шимское городское поселение. Постоянное население деревни — 125 жителей (2009). Площадь территории относящейся к деревне 88 га.
Теребутицы находятся на Приильменской низменности, на высоте 18 м над уровнем моря, к северу от Шимска. В деревне протекает река Струпенка.

## История
Название деревни Теребутицы (в новгородских говорах — теребёное место — расчищенное место то есть очищенное от леса и кустов) . Территория на которой находятся Теребутицы в средневековье относилась к погосту Медведь Новгородского уезда Шелонской пятины
Дата основания деревни неизвестна, как неизвестно и первое её упоминание в исторических документах.
В 1798 основана Струпинская церковь (церковь Святого Духа в пог. Струпино (Струпинский)), принадлежавшая 5-му благочинническому округу Новгородского уезда (уезд образован в 1727, с момента создания Новгородской губернии). Церковь построена на средства помещицы Васильчиковой и располагалась на 45 десятинах земли. Именно в ней регистрировались записи о рождениях, браках и смертях по населению, проживавшему в деревне.
В период 1859—1917 деревня Теребутицы, Теребутицкого сельского общества, находилась в составе Шимской волости Новгородского уезда.
На 1884 год в деревне насчитывалось 79 крестьянских дворов (всего строений — 331 ед.), проживало в деревне 556 человек (252 лица мужского пола и 304 женского). В деревне имелась школа, 1 водяная и 7 ветряных мельниц, 2 мелочных лавки.
На 1896 год в деревне было 48 дворов, в которых проживали 572 человека (278 лиц мужского пола и 294 женского). Также к деревне относился и населенный пункт Ивановское (ныне южная часть деревни), где было 43 двора и 253 жителя (126 мужчин и 127 женщин). Здесь вела свою деятельность Теребутицкая земская школа, которую могли посещать 44 ученика.
С 1 марта 1917 года по 31 июля 1927 года Теребутицы в составе Медведской волости Новгородского уезда Новгородской губернии, в 1926 году население Теребутиц было 897 человек.
С 1 августа 1927 года по 31 августа 1931 года деревня — центр Теребутицкого сельсовета Медведского района Новгородского округа (округ упразднён 30 июня 1930 года) Ленинградской области, с 1 сентября 1935 года по 31 января 1935 года центр Теребутицкого сельсовета Новгородского района Ленинградской области, с 1 февраля 1935 года по 30 июня 1944 года центр Теребутицкого сельсовета Шимского района Ленинградской области, с 1 января 1940 года в состав деревни вошли выселки Хуторское Общество (Теребутицкого сельсовета) и население Теребутиц в 1940 году составило 677 человек.
С июля 1941 года по 27 января 1944 года деревня оккупирована немецко-фашистскими войсками. Во время Великой Отечественной войны Теребутицы (в 1941 и 1944 гг.) были местом проведения сравнительно крупных боевых операций. Ныне близ деревни находятся два крупных захоронения советских воинов, погибших при освобождении населенного пункта в феврале 1944 года. Официально общая численность захороненных — 667 человек (247 + 420).

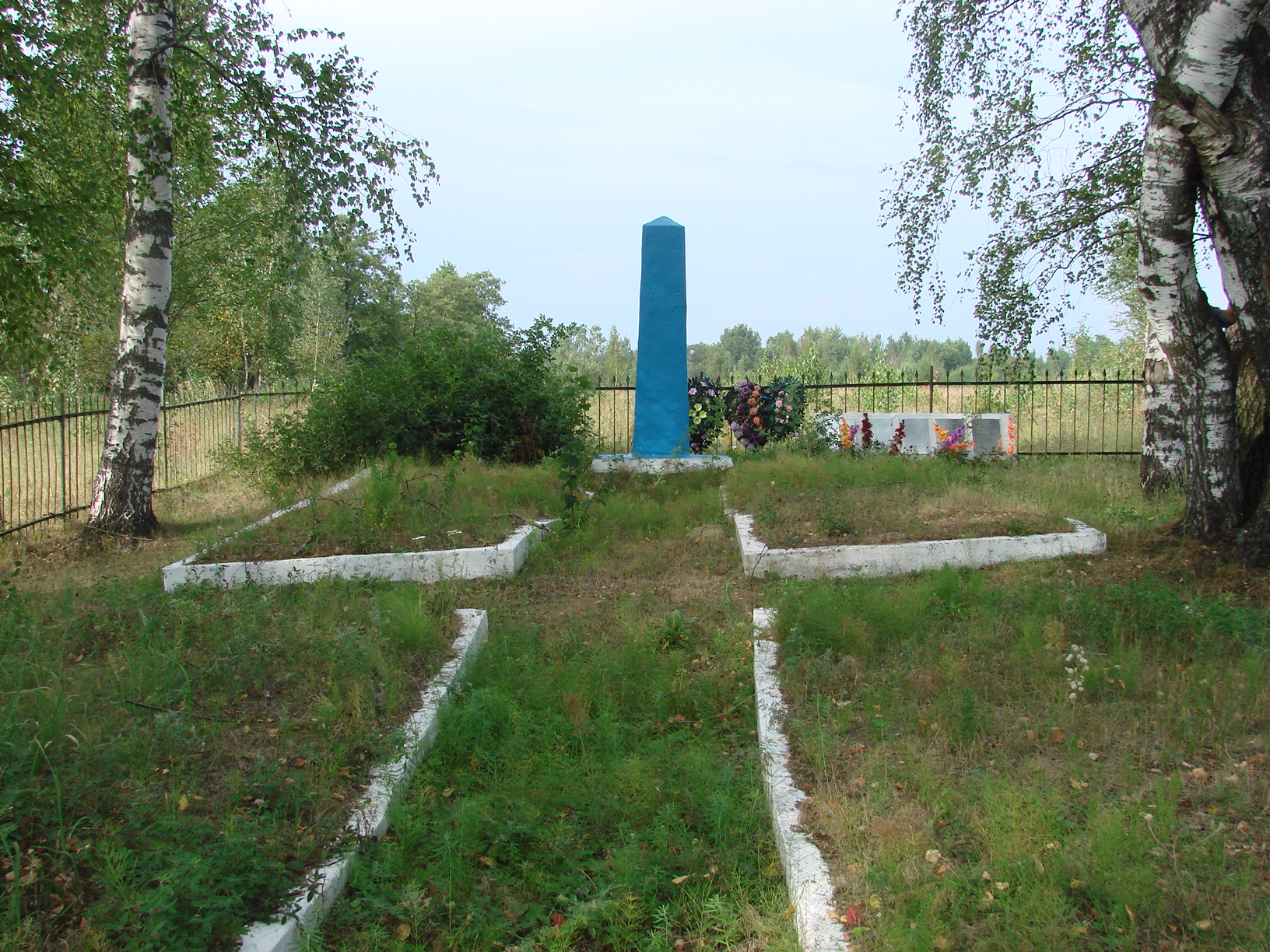
Южное воинское захоронение в д. Теребутицы. Общий вид. 2007 год

С июля 1944 года — в составе Новгородской области.
8 июня 1954 — решением Новгородского облисполкома был упразднён Теребутицкий сельсовет, путём присоединения к Шимскому.
С 1 февраля 1963 по 1 февраля 1973 (согласно указам Президиума ВС РСФСР) — административный Шимский район не существовал (Теребутицы входили в это время в состав Солецкого сельского района).
Решением Новгородского облисполкома от 17 октября 1977 г. № 469 Теребутицы из Шимского сельсовета были переданы в Медведский сельсовет Шимского района.
До 12 апреля 2010 года Теребутицы входили в состав Борского сельского поселения.
В 2011 году близ деревни начато строительство полигона для твёрдых бытовых отходов.

## Струпинская церковь
Впервые монастырь на Струпине на погосте упоминается в писцовой книге 1498 года В. В. Зверинский приводит следующие сведения:

«Иоанно-Предтечев-Струпинский, мужской, ныне погост Струпинский, Новгородской губ. и уезда, в 50 вер. к юго-зап. от Новгорода, при р. Шелони, близ впадения в неё р. Мшаги. В 1628 г. в нём была церковь Рожд. Иоанна Предтечи и оставися в запустении».

Потом известна только деревянная церковь.
Умерших в деревне до Великой Отечественной войны хоронили на мысу при впадении реки Струпинка в реку Шелонь (урочище Струпинский погост). Там же находилась и Струпинская церковь.
В 1814 году, в пределе Святого Духа церкви погоста Струпино, была похоронена Васильчикова, Вера Петровна — фрейлина, кавалерственная дама Ордена Святой Екатерины.